# Albert Cuntze (Politiker)
Albert Cuntze (* 17. April 1812 in Sachsenberg; † 17. Januar 1890 in Arolsen) war ein deutscher Jurist und Politiker.
Cuntze war der Sohn des Hofrates Georg Anton Wilhelm Cuntze und dessen Ehefrau Friederike Luise geborene Kleinschmit. Eduard Cuntze war sein Bruder. Er heiratete im Juli 1870 Auguste Soldan.
Ab 1831 studierte er Rechtswissenschaften in Marburg und ab 1832 in Heidelberg. 1834 wurde er Akzessist in Sachsenhausen und 1837 Rechtsanwalt in Korbach. 1851 wurde er Regierungsassessor in Arolsen und dann Rechtsanwalt in Korbach. 1854 wurde er Finanzrat in Arolsen. 1860 wurde er aus dem Staatsdienst entlassen. 1862 bis 1869 gehörte er dem Landtag des Fürstentums Waldeck-Pyrmont an. Er wurde im Wahlkreis Kreis der Twiste gewählt.